# Samurai Sentai Shinkenger
Samurai Sentai Shinkenger (jap. 侍戦隊シンケンジャー Samurai Sentai Shinkenjā; Drużyna Samurajów Shinkenger) – japoński serial z gatunku tokusatsu. Jest 33 serialem z sagi Super Sentai, wyprodukowany przez Toei Company. Emisja serialu rozpoczęła się 15 lutego 2009 roku na kanale TV Asahi. Seria łącznie liczy 49 odcinków, dwa filmy (Samurai Sentai Shinkenger The Movie: The Fateful War oraz Samurai Sentai Shinkenger vs. Go-onger: GinmakuBang), jeden odcinek specjalny DVD (Samurai Sentai Shinkenger: The Light Samurai's Surprise Transformation) oraz specjalny odcinek będący bezpośrednio sequelem serialu (Come Back! Samurai Sentai Shinkenger: Special Act). Jego amerykańską wersją jest serial Power Rangers Samurai.

## Historia
Przez osiemnaście pokoleń, samurajowie z klanu Shiba walczyli ze złymi demonami zwanymi Gedōshū, żyjącymi w rzece Sanzu, których planem było zalanie naszego świata przez ową rzekę. Teraz najnowsza głowa Klanu, Takeru Shiba jest zmuszony kontynuować wojnę z Gedōshū. Musi zebrać czterech wasalów, którzy muszą pomóc mu w udaremnieniu misternego planu Gedōshū. Czwórka młodych ludzi jest zmuszona porzucić swoje dotychczasowe życie, by podjąć służbę u lorda klanu Shiba, i razem w piątkę przeciwstawić się demonom.

## Bohaterowie
- Takeru Shiba (jap. 志叶 丈瑠 Shiba Takeru) / Shinken Czerwony (jap. シンケンレッド Shinken Reddo; Shinken Red) – 18-sta głowa klanu Shiba. Od najmłodszych lat szkolony jest w bushidō i tajnej sztuce magicznej zwanej Mojikara (jap. 文力 Siła Znaków). Po śmierci jego ojca opiekuje się nim Hikoma Kusakabe. Takeru ma bardzo trudny charakter, początkowo niezbyt przepada za swoimi wasalami, uważa, że sam potrafi powstrzymać Gedōshū. Z czasem jego osobowość ulega zmianie i zaczyna doceniać swoich pomocników i traktować ich jak przyjaciół. Kiedy przybywa Genta, jego poddani dowiadują się od Hikomy o dzieciństwie Takeru. Chłopak boi się chodzić do lunaparku, ma uraz z dzieciństwa po tym, jak zsikał się w "domu strachów". Postanawia uznać Gentę za piątego wasala. Tak naprawdę Takeru nie jest prawdziwą głową klanu, a jedynie zastępcą księżniczki Kaoru Shiby, która przez cały czas uczyła się znaku zamykającego Gedōshū, przekazywanego jedynie prawowitym dziedzicom klanu. Krył ten fakt wraz z Hikomą do 44 odcinka, kiedy to Kaoru postanowiła wrócić i przejąć władzę. Kiedy jednak okazało się, że Dōkoku połączył się z Dayū będącą w połowie człowiekiem, znak zamykający przestał działać. Kaoru postanowiła zaadoptować Takeru jako swego syna i 19. głowę Shibów (mimo że jest od niej starszy) i przekazała mu władzę nad klanem. Jako Shinken Czerwony jest Samurajem Ognia. Może użyć Inromaru by stać się Super Shinken Czerwonym, a także Dysku Dinozaura by stać się Hiper Shinken Czerwonym.
  - Broń: Rekka Daizantō
  - Origami: Lew, Tygrys, Dinozaur, Byk
  - Ataki: Taniec Płomieni (火炎之舞 Kaen no Mai), Obfite Rozproszenie Ognia (百火撩乱 Hyakka Ryōran), Taniec Piorunów (雷電之舞 Raiden no Mai), Taniec Płomieni i Piorunów (火炎雷電之舞 Kaen Raiden no Mai), Prawdziwy Taniec Płomieni (真・火炎之舞 Shin Kaen no Mai)
- Ryūnosuke Ikenami (jap. 池波 流ノ介 Ikenami Ryūnosuke) / Shinken Niebieski (jap. シンケンブルー Shinken Burū; Shinken Blue) – zastępca dowódcy, bardzo poważnie traktuje swoje powołanie jako nadgorliwego wasala Takeru, przez to jest typem samotnika i swym zachowaniem denerwuje innych, nawet samego lorda. Stara się być idealnym poddanym, czasem przypadkowo się wygłupi. Choć akceptuje to że jest samurajem, w głębi duszy marzy by stać się aktorem kabuki. Ponoć jego umiejętności w sztuce dojo są większe nawet niż Takeru, jednak dotyczy to sfery treningów, gdyż Takeru ma większe zaprawienie w walce. Jako Shinken Niebieski jest Samurajem Wody. Może użyć Inromaru aby stać się Super Shinken Niebieskim.
  - Broń: Wodny Łuk
  - Origami: Smok, Miecznik
  - Ataki: Taniec Źródeł (水流之舞 Suiryū no Mai), Czysta Pogoda (明鏡止水 Meikyō Shisui), Wodna Zasłona (水之幕 Mizu no Maku), Prawdziwy Taniec Źródeł (真・水流之舞 Shin Suiryū no Mai)
- Mako Shiraishi (jap. 白石 茉子 Shiraishi Mako) / Shinken Różowy (jap. シンケンピンク Shinken Pinku; Shinken Pink) – dziewczyna o bardzo uczuciowym i delikatnym sercu. Kocha dzieci, przed służbą u Takeru pracowała jako przedszkolanka. Ona nie walczy za lorda, lecz za swoje ideały. Z dystansem traktuje swoją służbę starając się bardziej zrozumieć Takeru jako człowieka a nie jako przełożonego. Pragnie założyć rodzinę i być dobrą żoną. Jej słabą stroną jest gotowanie. Została wychowana przez swoją babcię, gdyż jej rodzice wyprowadzili się na Hawaje po tym, jak matka Mako poważnie ucierpiała po ostatniej walce z Dōkoku. Będąc Shinken Różowym jest Samurajem Nieba. Może użyć Inromaru by stać się Super Shinken Różowym.
  - Broń: Wachlarz Nieba
  - Origami: Żółw
  - Ataki: Taniec Niebios (天空之舞 Tenkū no Mai), Moc Całego Nieba (迫力満天 Hakuryoku Manten), Prawdziwy Taniec Niebios (真・天空之舞 Shin Tenkū no Mai)
- Chiaki Tani (jap. 谷 千明 Tani Chiaki) / Shinken Zielony (jap. シンケングリーン Shinken Gurin; Shinken Green) – arogancki i nieodpowiedzialny egoista i leń, ma najmniejsze zdolności w walce i we władaniu Mojikarą. Wynika to z tego, że ojciec Chiakiego chciał aby chłopak miał szczęśliwe dzieciństwo i nie szkolił go w walce. Nie chciał zostać wasalem Takeru i bardzo trudno pogodzić mu się z jego obowiązkiem bronienia świata. Pragnie przewyższyć Takeru, przez co bardzo ze sobą rywalizują. Jest strategiem drużyny. Lubi grać w Tekken 6. Jako Shinken Zielony jest Samurajem Drzewa. Może użyć Inromaru by stać się Super Shinken Zielonym. W przedostatnim odcinku użył Dysku Dinozaura i stał się Hiper Shinken Zielonym. Chiaki i Genta pojawiają się w filmie Gokaiger vs. Goseiger.
  - Broń: Włócznia Drzewa
  - Origami: Niedźwiedź, Żuk
  - Ataki: Taniec Zawiei (木枯之舞 Kogarashi no Mai), Cięcie na znak Drzewa (木之字斬り Moku no Ji Giri), Zakwit Wielkiego Drzewa (大木晩成 Taiki Bansei), Ukrycie w Liściach (木の葉隠し Konoha Kakushi), Prawdziwy Taniec Zawiei (真・木枯之舞 Shin Kogarashi no Mai)
- Kotoha Hanaori (jap. 花織 ことは Hanaori Kotoha) / Shinken Żółty (jap. シンケンイエロー Shinken Ierō; Shinken Yellow) – jest najmłodszą osobą z zespołu. Jej rodzice mają sklep z rzeczami wyrzeźbionymi z bambusa. Kotoha w dzieciństwie była poniżana przez rodziców. Jedyną osobą, która szanowała dziewczynkę była jej starsza siostra. Kiedy zachorowała, Kotoha postanowiła zastąpić siostrę jako poddana Takeru. Przyjaźni się z Mako. Bardzo poważnie podchodzi do pełnienia swoich obowiązków, ale nie przesadza tak jak Ryūnosuke. Jest bardzo energiczną i optymistyczną dziewczyną. Jej hobby to gra na flecie. Jako Shinken Żółty jest Samurajem Ziemi. Może użyć Inromaru by stać się Super Shinken Żółtą.
  - Broń: Lądowy Siekacz
  - Orgiami: Małpa
  - Ataki: Taniec Pyłu (土煙之舞 Tsuchikemuri no Mai), Pełna Moc Ziemi (奮闘土力 Funtō Doryoku), Cięcie na znak Ziemi (土之字斬り Tsuchi no Ji Giri), Małpie Zawirowanie (猿回し Saru Mawashi), Prawdziwy Taniec Pyłu (真・土煙之舞 Shin Tsuchikemuri no Mai), Prawdziwe Małpie Zawirowanie (真・猿回し Shin Saru Mawashi)
- Genta Umemori (jap. 梅盛 源太 Umemori Genta) / Shinken Złoty (jap. シンケンゴールド Shinken Gōrudo; Shinken Gold) – jest to genialna, lecz bardzo szalona i dziecinna osoba. Był przyjacielem i sąsiadem Takeru z okresu jego dzieciństwa, z którym uczył się bushidō. Chłopiec miał problemy z Hikomą, który go nie uznawał. Kiedy Genta odchodził, Takeru podarował mu Origami Kałamarnicę w zamian za pomoc. Genta obiecał mu, że kiedyś odpłaci mu się za to. Jest całkowitym przeciwieństwem Takeru, na początku lord nawet nie chce go zaakceptować jako szóstego członka drużyny, dopiero po tym jak reszta zespołu go namówiła zgodził się żeby Genta stał się pełnoprawnie Shinken Złotym. Jest również sprzedawcą sushi, przejął interes po swoim ojcu, który zniknął w niewiadomych okolicznościach. Marzy by jego sushi było najlepsze na świecie. W międzyczasie szkolił się w walce mieczem. Siedział w zatargu z Ryūnosuke, który sądził, że Genta nie nadaje się na samuraja. Ponieważ nie jest najlepszy w kaligrafii, stworzył Elektroniczną Mojikarę, dzięki której potrafi tworzyć nowe Origami, dyski itp. Jako Shinken Złoty jest Samurajem Światła. Genta specjalizuje się w iaidō, stąd jego ataki polegają na błyskawicznym cięciu wroga mieczem w momencie wydobycia go z pochwy. Genta ożywił lampę w swoim wózku z sushi tworząc Daigoyō, obdarzonego inteligencją pomocnika, który może się powiększyć do rozmiarów Shinken'ō. Może użyć Dysku Dinozaura by stać się Hiper Shinken Złotym. Genta i Chiaki pojawiają się w filmie Gokaiger vs. Goseiger.
  - Broń: Sakanamaru
  - Orgiami: Kałamarnica, Homar
  - Ataki: Sto Filetów (百枚おろし Hyakumai Oroshi), Tysiąc Filetów (千枚おろし Senmai Oroshi)

### Pomocnicy
- Hikoma Kusakabe (jap. 日下部 彦馬 Kusakabe Hikoma) – mentor drużyny i opiekun Takeru, który nazywa go "Dziadkiem". Zebrał czwórkę wasali do pomocy Shibie w walce z Gedōshū. Dla Takeru jest namiastką ojca, ich więzi są ogromne. Pomaga wszystkim wasalom. Gdy Takeru był mały często odwiedzał go Genta Umemori – syn sąsiada – sprzedawcy sushi, z którym Hikoma miał nie lada problemy. Mimo to akceptuje go jako piątego wasala Takeru. Innym problemem dla niego był buntowniczy Chiaki oraz Kaoru, która okazała się być prawdziwą 18 głową klanu. Ma córkę, zięcia i wnuczkę. Raz w roku dostaje dzień wolny, zwykle przychodzi wtedy na grób żony i w odwiedziny do swej córki. Cierpi na ból biodra, czasami zapomina wziąć leków albo świadomie tego nie robi.
- Kuroko (黒子) - służący klanu Shiba, którzy zwykle przed walką Shinkengersów ustawiają dekoracje. Zajmują się też gospodarstwem domowym Shibów, a także pomagają innym ludziom. Kuroko nic nie mówią, poza tym mają twarze osłonięte czarną płachtą. Nie posiadają oni mojikary, jednak chcą wspierać swego pana i jego poddanych w walce.
- Kaoru Shiba (jap. 志叶 薫 Shiba Kaoru) / Księżniczka Shinken Czerwona (jap. 姫シンケンレッド Hime Shinken Reddo; Princess Shinken Red) – Kaoru jest prawdziwą księżniczką klanu Shiba. Pierwszy raz ujawnia się w odcinku 44, wtedy wszyscy dowiadują się, że Takeru nie jest prawdziwym lordem klanu. Zanim się urodziła, jej ojciec postanowił ukryć ją przed publiką i wstawić na jej miejsce Takeru, który stał się zastępczą głową Shibów. Mimo że jest bardzo młoda to potrafi kierować zespołem i doskonale walczyć. Swoje niebywałe umiejętności zawdzięcza sekretnemu treningowi, któremu została poddana jako mała dziewczynka. Do niego zaliczała się między innymi nauka znaku zamykającego Dōkoku. Mimo sprzeciwów Tanby postanawia zaakceptować Gentę jako samuraja. Kiedy zostaje ciężko ranna w walce z Dōkoku adoptuje Takeru (mimo że jest od niego młodsza) i nakazuje mu poprowadzić Shinkengersów do ostatniej walki. Na koniec odchodzi i przekazuje Takeru władzę nad klanem. Ma takie same moce co Takeru, więc używa Mojikary ognia. Kaoru pojawia się w Gokaiger jako reprezentantka drużyny. Po pojedynku z Joe przekazuje mu sekret kluczy Shinkengersów.
- Toshizō Tanba (丹波 歳三 Tanba Toshizō) - arogancki pomocnik oraz wychowawca Kaoru. Sądzi, że pozostali wojownicy powinni słuchać się Kaoru, a nie zastępującego ją Takeru. Tanba nie przepada zarówno za Takeru, jak i za Hikomą. Często wypowiada nieprzemyślane słowa, co skutkuje najczęściej uderzeniem go wachlarzem po głowie przez jego podopieczną. Był przeciwny zaakceptowaniu Genty jako piątego wasala Shibów oraz adopcji Takeru do rodu przez Kaoru, która mimo bycia młodszą od niego stała się jego adopcyjną matką.

### Broń
- Kaligrafon (ショドウフォン Shodō Fon, Shodou Phone) - telefon komórkowy z możliwością przekształcenia w pędzel, moduł przemiany piątki Shinkengersów. Dzięki niemu bohaterowie mogą korzystać z Mojikary. By zmienić się w Shinkengersa, użytkownik musi wypowiedzieć słowa Ippitsu Sōjō (一管献上, Raport cesarzowi w kilku kreskach), następnie namalować znak swojego żywiołu i odwrócić go na drugą stronę. Może być używany również do powiększania i łączenia Origami.
- Shinkenmaru (シンケンマル) - katana, podstawowa broń każdego z głównej piątki. Zostaje aktywowana, gdy wojownik nałoży na nią jeden z Sekretnych Dysków. Broń ta posiada kilka lusterek, które po obróceniu Sekretnego Dysku odtwarzają zawartą na nim animację i pobierają z niego moc. Dzięki użyciu mocy Zwykłego Dysku poprzez obrócenie go, Shinkenmaru może zmienić się w osobistą broń Shinkengersa. Dodatkowo za pomocą Shinkenmaru wojownicy są w stanie kontrolować Origami.
  - Rekka Daizantō (烈火大斬刀) - ogromny miecz przypominający zanbatō, osobista broń Shinken Czerwonego. Może przekształcić się w działo napędzane Sekretnymi Dyskami.
  - Wodny Łuk (ウォーターアロー Wōtā Arō, Water Arrow) – łuk, osobista broń Shinken Niebieskiego.
  - Wachlarz Nieba (ヘブンファン Hebun Fan, Heaven Fan) - wachlarz bojowy, osobista broń Shinken Różowego.
  - Włócznia Drzewa (ウッドスピア Uddo Supia, Wood Spear) – włócznia będąca osobistą bronią Shinken Zielonego.
  - Lądowy Siekacz (ランドスライサー Rando Suraisā, Land Slicer) - szuriken o trzech ostrzach, osobista broń Shinken Żółtego.
- Sushi Changer (スシチェンジャー Sushi Chenjā) - moduł przemiany Shinken Złotego będący telefonem komórkowym. Powstał kiedy Genta dokonał analizy Dysku Kalmara i dzięki temu stworzył Elektroniczną Mojikarę. Aby przemienić się w wojownika Genta musi nałożyć złożony Dysk Sushi na zamknięty telefon i krzyknąć Ikkan Kenjō (一貫献上 Ciągły pokaz). Dodatkowo za pomocą Sushi Changera i innych Sekretnych Dysków, Shinken Złoty jest w stanie wzywać Origami.
- Sakanamaru (サカナマル) - tantō w kształcie ryby, osobista broń Shinken Złotego, który dzięki swojej technice walki i chowania miecza iaido jest w stanie pokonać cały pluton Nanashich w bardzo krótkiej chwili. Sakanamaru jest aktywowane poprzez nałożenie na nie Dysku Kalmara. Dodatkowo służy do kontroli Origami.
- Inrōmaru (インロウマル) - specjalne urządzenie przypominające pudełko inrō, za pomocą którego Shinken Czerwony może przemienić się w Super Shinken Czerwonego. Może być używane także przez pozostałych Shinkengersów z wyłączeniem Shinken Złotego. Można doczepić je do Shinkenmaru, które stanie się Super Shinkenmaru. Dodatkowo Inrōmaru służy do obsługi Sekretnych Dysków, głównie Dysku Prawdziwego Połączenia Samuraja, który pozwala na połączenie Shinken'ō i Daikaiō w Daikai Shinken'ō.
- Kyōryūmaru (キョウリュウマル)
- Daigoyō (ダイゴヨウ)
- Byko Bazooka (モウギュウバズーカ Mōgyū Bazūka, Mougyuu Bazooka)

### Origami
Origami (折神) są to mechaniczne istoty w kształcie zwierząt, które pełnią funkcję maszyn Shinkengersów. Zwykle są trzymane w pomniejszonej postaci i także wtedy mogą działać. Niektóre z Origami są zaklęte w dyskach i trzeba użyć danego aby je wyzwolić. Pięć z nich jest trzymana w formie małych zwierzątek, które potrafią złożyć się w bryłkę. Aby powiększyć takie, Shinkengersi muszą napisać na nich znak 大 (wielki).
- Lew Origami (jap. 獅子折神 Shishi Origami) – osobisty Origami Shinken Czerwonego. W mniejszej formie przypomina pięciokąt z czerwonym znakiem 火 (ogień). Lew Origami formuje tors i głowę Shinken'ō.
- Smok Origami (jap. 龍折神 Ryū Origami) – osobisty Origami Shinken Niebieskiego. W mniejszej formie przypomina sześciokąt z niebieskim znakiem 水 (woda). Smok Origami formuje lewą nogę i hełm Shinken'ō.
- Żółw Origami (jap. 亀折神 Kame Origami) – osobisty Origami Shinken Różowego. W mniejszej formie przypomina koło z różowym znakiem 天 (niebo). Żółw Origami formuje prawą rękę Shinken'ō.
- Niedźwiedź Origami (jap. 熊折神 Kuma Origami) – osobisty Origami Shinken Zielonego. W mniejszej formie przypomina kwadrat z zielonym znakiem 木 (drzewo). Niedźwiedź Origami formuje prawą nogę Shinken'ō.
- Małpa Origami (jap. 猿折神 Saru Origami) – osobisty Origami Shinken Żółtego. W mniejszej formie przypomina trójkąt z żółtym znakiem 土 (ziemia). Małpa Origami formuje lewą rękę Shinken'ō.
- Żuk Origami (jap. 兜折神 Kabuto Origami) – dodatkowy Origami należący najpierw do Shinken Czerwonego, a później do Shinken Zielonego. Był trzymany w sekrecie przez Hikomę. Występuje w postaci dysku. Kiedy zostanie wyzwolony, Żuk Origami potrafi obracać swoje rogi, łapać wroga i strzelać kulami energii. Może połączyć się z Shinken'ō w Żuk Shinken'ō.
- Miecznik Origami (jap. 舵木折神 Kajiki Origami) – dodatkowy Origami należący do Shinken Niebieskiego. Żył w oceanie dopóki nie wyłowił go Ryūnosuke. Jest trzymany w postaci dysku. Kiedy zostanie wyzwolony może używać swojego nosa-miecza, a także wystrzeliwać torpedy. Potrafi się połączyć z Shinken'ō w Miecznik Shinken'ō.
- Tygrys Origami (jap. 虎折神 Tora Origami) – dodatkowy Origami należący do Shinken Czerwonego. Żył na pustkowiu, dopóki nie został odnaleziony przez Gedōshū, jednak Takeru odebrał Origami i stał się jego panem. Jest trzymany w postaci dysku. Może połączyć się z Shinken'ō w Tygrys Shinken'ō a także z Miecznikiem i Zukiem w Tenkū'ō.
- Kalmar Origami (jap. 烏賊折神 Ika Origami) – dodatkowy Origami Genty, którego w dzieciństwie dostał od Takeru na pożegnanie. Genta nazywa go Ika-chan i trzyma go w akwarium w swoim wózku razem z Ebizō. Potrafi się połączyć z Shinken'ō w Kalmar Shinken'ō a także z Tenkū'ō w Ika Tenkū Bustera.
- Homar Origami (jap. 海老折神 Ebi Origami) – osobisty Origami Shinken Złotego, który także jest jego stwórcą. Genta nazywa go Ebizō. Jest jednym z największych Origami. Potrafi przekształcić się w Daikai'ō a także połączyć się z Shinken'ō w DaiKai Shinken'ō.
- Dinozaur Origami (jap. 恐竜折神 Kyōryū Origami) – Origami w kształcie miecza z ostrzem w kształcie dinozaura, który należał w przeszłości do pierwszego Shinken Czerwonego. Miecz ten zwie się Kyōryūmaru. Może zostać użyty przez Takeru do przemiany w Hiper Shinken Czerwonego. Kyōryūmaru może się powiększyć i połączyć z Shinken'ō w Kyōryū Shinken'ō. Pierwszy raz pojawia się w filmie, zaś w serialu debiutuje w 31 odcinku. Oprócz Takeru, ten Origami był użyty przez Kaoru, a także Chiakiego (48 odcinek) i Gentę (odcinek wideo).
- Byk Origami (jap. 牛折神 Ushi Origami) – legendarny, największy Origami występujący w serialu. Przypomina byka ciągnącego powóz. Został stworzony 300 lat temu przez ludzi z góry Tsunobe, jednak nie dał się kontrolować więc musiał zostać zamknięty w górze. Takeru postanowił odnaleźć go wraz z Tōjim Sakakibarą – człowiekiem, któremu Byk Origami zabił syna i jego wnukiem Hiro obdarzonym zdolnością używania Mojikary. Shinken Czerwony opanował machinę i zapieczętował jego moce w specjalnym dysku. Byk Origami potrafi przekształcić się w Mogyūdaiō. Shinken'ō może ujeżdżać Byka, kiedy jest w normalnej postaci.

### Mecha
- Shinken'ō (jap. シンケンオー Shinken'ō; Król Prawdziwego Miecza) – połączenie Lwa, Smoka, Żółwia, Niedźwiedzia i Małpy Origami. Pierwszy robot drużyny. Lew formuje tors i głowę, Smok lewą nogę i hełm, Niedźwiedź prawą nogę, Żółw i Małpa odpowiednio prawą i lewą rękę. Shnken'ō powstaje, kiedy Shinkengersi namalują znak 合 (połączenie). Uzbrojony jest w Sekretną Tarczę oraz miecz o nazwie Daishinken (大真剣).
  - Żuk Shinken'ō (jap. カブトシンケンオー Kabuto Shinken'ō) – połączenie Shinken'ō i Żuka Origami. Żuk Shinken'ō jest uzbrojony w kilka działek wyrzucających kule ognia.
  - Miecznik Shinken'ō (jap. カジキシンケンオー Kajiki Shinken'ō) – połączenie Shinken'ō i Miecznika Origami. W tej formie Shinken'ō jest w stanie przekształcić Daishinkena w naginatę.
  - Tygrys Shinken'ō (jap. トラシンケンオー Tora Shinken'ō) – połączenie Shinken'ō i Tygrysa Origami. W tej postaci Shinken'ō jest uzbrojony w wiertła.
  - Kalmar Shinken'ō (jap. イカシンケンオー Ika Shinken'ō) – połączenie Shinken'ō i Kalmara Origami. W tej formie Shinken'ō używa Kalmara Origami jako tarczy i włóczni.
  - Dinozaur Shinken'ō (jap. キョウリュウシンケンオー Kyōryū Shinken'ō) – połączenie Shinken'ō i Dinozaura Origami. W tej formie Shinken'ō może używać Kyōryūmaru.
  - Tenkū Shinken'ō (jap. テンクウシンケンオー Tenkū Shinken'ō) – połączenie Shinken'ō z Daitenkū. W tej formie Shinken'ō posiada zdolność latania.
  - Daikai Shinken'ō (jap. ダイカイシンケンオー Daikai Shinken'ō) – połączenie Shinken'ō i Daikaiō aktywowane za pomocą Dysku Prawdziwego Połączenia. Daikaiō staje się zbroją oraz górną częścią formacji, która uzbrojona jest w podwójne szable.
- Daitenkū (jap. ダイテンクウ Daitenkū; Wielkie Niebo) – połączenie Żuka, Miecznika i Tygrysa Origami. Jest to maszyna przypominająca ptaka, której używają Takeru, Ryūnosuke i Chiaki. Żuk formuje prawe skrzydło, dziób i pióra, Miecznik lewe skrzydło i ogon, zaś Tygrys centralną część maszyny. Może się połączyć z Shinken'ō w Tenkū Shinken'ō a także z Kalmarem Origami w Kalmar Tenkū Bustera.
  - Kalmar Tenkū Buster (jap. イカテンクウバスター Ika Tenkū Basutā) – połączenie Kalmara Origami i Daitenkū.
- Daikaiō (jap. ダイカイオー Daikaiō; Król Wielkiego Morza) - osobisty robot Shinken Złotego powstający z przekształcenia Homara Origami. Posiada on kilka form w zależności od wybranego znaku kierunku: wschód (東), zachód (西), południe (南) lub północ (北).
  - Daikaiō Wschód (jap. ダイカイオーヒガシ Daikaiō Higashi) - podstawowa, czerwona forma Daikaiō aktywowana poprzez wybranie znaku wschód (東). Robot może używać do walki swoich szczypiec.
  - Daikaiō Zachód (jap. ダイカイオーニシ Daikaiō Nishi) - zielona forma Daikaiō aktywowana poprzez wybranie znaku zachód (西), w której może on walczyć za pomocą wachlarza generującego podmuchy wiatru.
  - Daikaiō Południe (jap. ダイカイオーミナミ Daikaiō Minami) - niebieska forma Daikaiō aktywowana poprzez wybranie znaku południe (南). Bronią tej formy jest para szabli.
  - Kalmar Daikaiō (jap. イカダイカイオー Ika Daikaiō) - żółta forma Daikaiō aktywowana wybraniem znaku północ (北) i powstająca z połączenia Daikaiō Północy (jap. ダイカイオーキタ Daikaiō Kita) z Kalmarem Origami. W tej formie Daikaiō używa do walki włóczni i tarczy powstałych z Kalmara Origami.
- Mōgyūdaiō (jap. モウギュウダイオー Mōgyūdaiō; Wielki Król Byków) - osobisty robot Shinken Czerwonego powstający z przekształcenia Byka Origami. Mōgyūdaiō jest uzbrojony w działo ręczne oraz wyrzutnie rakiet umieszczone na barkach.
- Samuraihaō (jap. サムライハオー Samuraihaō; Władca Samurajów) – połączenie Shinken'ō, Daikai'ō, Mōgyūdaiō oraz Kalmar Tenkū Bustera.
  - Dinozaur Samuraihaō (jap. キョウリュウサムライハオー Kyōryū Samuraihaō) – jest to właściwy ostateczny robot drużyny. W jego skład wchodzą wszystkie Origami występujące w serialu.

## Gedōshū
Gedōshū (jap. 外道衆 Gedōshū) to grupa złożona z Ayakashi (妖), demonicznych bytów zamieszkujących Rzekę Sanzu. Za wszelką cenę pragną zamieszkać w świecie ludzi, ale by to zrobić muszą najpierw zalać nasz świat przez ową rzekę, ponieważ jest im ona niezbędna do życia. Ich główni członkowie żyją na pokładzie statku Rokumonsen. Demony te posiadają dwa życia. Jeśli Shinkengersi zabiją demona raz, wtedy on odradza i powiększa się; wtedy wojownicy muszą go pokonać za pomocą robota. Nazwa grupy pochodzi od słowa gedō (外道) oznaczającego herezję.
- Dōkoku Chimatsuri (jap. 血祭 ドウコク Chimatsuri Dōkoku) – Jest liderem Gedōshū. Jest on najokrutniejszym i najbezwzględniejszym demonem zamieszkującym rzekę. Żyje w ciągłym stanie gniewu, jedynie muzyka z shamisenu Dayu sprawia, że staje się potulny jak baranek. Często zdarza mu się pić sake (niektórzy posądzają go o alkoholizm). Jego własnym celem, do którego dąży z obsesją maniaka, jest całkowite wyeliminowanie Klanu Shiba. Z jego ręki gnie poprzedni Shinken Czerwony, któremu udaje się jednak zniszczyć demona mocą Mojikary, lecz niestety znak który go zniszczył był niekompletny przez co Dōkoku odradza się w następnym pokoleniu. Zostaje zniszczony w ostatnim odcinku przez Ryūnosukego, a potem przez Shinken'ō.
- Dayū Usukawa (jap. 薄皮 太夫 Usukawa Dayū) – Zanim stała się Gedōshū nazywała się Usuyuki i była zakochana w pewnym mężczyźnie, imieniem Shinza. Niestety on nie odwzajemniał jej uczuć, bo kochał inną kobietę. Usuyuki nie mogąc się z tym pogodzić podpala dom weselny, w którym giną Shinza i jego niedoszła żona. Duch Shinzy opętuje shamisen Dayu, a ona sama staje się Gedōshū i trafia prosto w ręce Dōkoku, który z obsesją fascynuje się nią i jej instrumentem. Od tego momentu doznaje obsesji na punkcie swojego shamisenu, który przypomina jej co zrobiła swojemu ukochanemu. Jest zażartą rywalką Mako. Ginie poświęcając się dla Dōkoku.
- Kościsty Shitari (jap. 骨のシタリ Hone no Shitari) – Prawa ręka Dōkoku, jest głównym strategiem Gedōshū. Wyglądem bardzo przypomina kałamarnicę. Shitari postrzega ludzi jako nowe okazy do jego chorych eksperymentów.
- Jūzō Fuwa (jap. 腑破 十臓 Fuwa Jūzō) – Z początku jest to bardzo tajemnicza postać, która posiada wielką wiedzę na temat Rzeki Sanzu, większą nawet niż sam Dōkoku. 200 lat temu, Jūzō był samurajem, który pracował jako zabójca. Kiedy spostrzegł, że zabijanie ludzi sprawia mu przyjemność postanawia przestać żyć według bushidō i zawiązuje pakt z podstępnym demonem Akumaro Sujigarano, który ofiaruje mu potężną katanę Uramasa (jap. 里正 Niesprawiedliwość). Nie jest on świadomy tego, że Uramasa została wykuta z duszy jego rodziny, która próbowała odwieść go od jego żądzy krwi. Kiedy dosięga go śmiertelna choroba, Jūzō próbuje oszukać śmierć i przenosi się do Rzeki Sanzu gdzie całkowicie odrzuca dobro i staje się Gedōnin, pół człowiekiem, pół demonem. Dzięki temu Jūzō przerwał setki lat, a jego pochodzenie pozwoliło mu przebywać zarówno w świecie ludzi jak i w Rzece Sanzu. Jego celem było znalezienie godnego przeciwnika. Wreszcie trafia na Takeru, z którym zaciekle rywalizuje aż do samego końca serialu. Zostaje powstrzymany przez Uramasa i ostatecznie zniszczony w 47 odcinku.
- Akumaro Sujigarano (jap. 筋殻 アクマロ Sujigarano Akumaro) – Jego głównym przeznaczeniem jest rozkoszowanie się czyjś cierpieniem i otwarcie bram piekieł, które pochłoną świat ludzi. Do tego celu jednak potrzebny był mu Gedōnin, dlatego ofiaruje Jūzō miecz Uramasa oraz podburza go, by wyrzekł się ludzkich uczuć i stał się na poły Gedōshū. Ostatecznie jego plan się nie powodzi ponieważ Jūzō przechytrza go i zamyka bramy piekieł, a Shinkengersi wykańczają go z pomocą Samuraihaō.
- Kompania Nanashi (jap. ナナシ連中 Nanashi Renjū) – piechota Gedōshū. Nie stanowią przeszkody dla bohaterów. Podobnie jak demony, są zdolne do powiększenia się do gigantycznych rozmiarów.

## Lista odcinków
Odcinki serialu noszą miano Aktów (幕 Maku). Ich tytuły są całkowicie zapisane w kanji, jednak na dole ekranu pojawia się także ich zapis w hiraganie.
1. Wielki debiut piątki samurajów (伊達姿五侍 Date Sugata Go Samurai)
2. Stylowe połączenie (極付粋合体 Kiwametsuki Ikina Gattai)
3. Konkurs zdolności niszczenia (腕退治腕比 Udetaiji Udekurabe)
4. Rzeka łez współczucia (夜話情涙川 Yowanasake Namidagawa)
5. Żuk Origami (兜折神 Kabuto Origami)
6. Król obelg (悪口王 Waruguchi Ō)
7. Łowimy miecznika (舵木一本釣 Kajiki Ippontsuri)
8. Zaginione panny młode (花嫁神隠 Hanayome Kamikakushi)
9. Tygrysi bunt (虎反抗期 Tora no Hankōki)
10. Wielkie niebiańskie połączenie (大天空合体 Daitenkū Gattai)
11. Trzykrotny spór (三巴大騒動 Mitsudomoe Ōsōdō)
12. Pierwsze samurajskie superpołączenie (史上初超侍合体 Shijō Hatsu Chō Samurai Gattai)
13. Głęboki płacz (重泣声 Omoi Nakigoe)
14. Samuraj z zagranicy (異国侍 Ikkoku no Samurai)
15. Oszust i aresztowanie prawdziwej osoby (偽物本物大捕物 Nisemono Honmono Ōtorimono)
16. Moc Kuroko (黒子力 Kuroko no Chikara)
17. Samuraj suszi (寿司侍 Sushi Samurai)
18. Mianowanie na samuraja (侍襲名 Samurai Shūmei)
19. Poznanie przeznaczenia samuraja (侍心手習中 Samuraigokoro Ten'araichū)
20. Przemiana Homara Origami (海老折神変化 Ebi Origami Henge)
21. Dwa misie- ojciec i syn (親子熊 Oyakoguma)
22. Hrabia służący (殿執事 Tono Shitsuji)
23. Niekontrolowany Gedōshū (暴走外道衆 Bōsō Gedōshū)
24. Prawdziwe samurajskie połączenie (真侍合体 Shin Samurai Gattai)
25. Świat marzeń (夢世界 Yume Sekai)
26. Ostateczna rozgrywka- runda pierwsza (決戦大一番 Kessen Ōichiban)
27. Zamienione życia (入替人生 Irekae Jinsei)
28. Samuraj-lampa (提灯侍 Chōchin Samurai)
29. Uciekająca lampa (家出提灯 Iede Chōchin)
30. Zmanipulowana uczelnia (操学園 Ayatsuri Gakuen)
31. Dinozaur Origami (恐竜折神 Kyōryū Origami)
32. Byk Origami (牛折神 Ushi Origami)
33. Wielki Król Byków (猛牛大王 Mōgyūdaiō)
34. Miłość ojca, niewinność córki (親心娘心 Oyagokoro, Musumegokoro)
35. Ostateczne połączenie jedenastu Origami (十一折神全合体 Jūichi Origami Zengattai)
36. Samuraj curry (加哩侍 Karē Samurai)
37. Wielka kleista bitwa (接着大作戦 Secchaku Daisakusen)
38. Pojedynek z drużyną strzelców (対決鉄砲隊 Taiketsu Teppōtai)
39. Pierwsza pomoc pilnie potrzebna (救急緊急大至急 Kyūkyū Kinkyū Daishikyū)
40. Generałowie na front (御大将出陣 Ontaishō Shutsujin)
41. Wysłane słowa (贈言葉 Okuru Kotoba)
42. Dwustuletnia ambicja (二百年野望 Nihyakunen no Yabō)
43. Ostatnie cięcie mieczem (最後一太刀 Saigo no Hitotachi)
44. Osiemnasta głowa rodu Shiba (志葉家十八代目当主 Shiba Ke Jūhachidaime Tōshu)
45. Naśladowca (影武者 Kagemusha)
46. Wielki pojedynek (激突大勝負 Gekitotsu Ōshōbu)
47. Więzi (絆 Kizuna)
48. Ostateczna rozgrywka (最後大決戦 Saigo no Daikessen)
49. Wieczna chwała drużynie samurajów (侍戦隊永遠 Samurai Sentai Eien ni)

## Obsada
- Takeru Shiba/Shinken Czerwony: Tōri Matsuzaka
- Ryūnosuke Ikenami/Shinken Niebieski: Hiroki Aiba
- Mako Shiraishi/Shinken Różowy: Rin Takanashi
- Chiaki Tani/Shinken Zielony: Shōgo Suzuki
- Kotoha Hanaori/Shinken Żółty: Suzuka Morita
- Genta Umemori/Shinken Złoty: Keisuke Sōma
- Hikoma Kusakabe: Gorō Ibuki
- Kaoru Shiba: Runa Natsui
- Toshizo Tanba: Kazuyuki Matsuzawa
- Dōkoku Chimatsuri: Rintarō Nishi (głos, także Shadam w Gosei Sentai Dairanger)
- Dayu Usukawa: Romi Paku (głos i ludzka postać)
- Jūzō Fuwa: Mitsuru Karahashi (także Naoya Kaidō w Kamen Rider 555)
- Kościsty Shitari: Chō (głos)
- Akumaro Sujigarano: Ryō Horikawa (głos)
- DaiGoyō: Kōichi Tōchika (głos)

## Muzyka
Opening
- "Samurai Sentai Shinkenger" (jap. 侍戦隊シンケンジャー Samurai Sentai Shinkenjā)

Słowa: Shōko Fujibayashi
Kompozycja: YOFFY
Aranżacja: Project.R (Kenichiro Ōishi & Psychic Lover)
Wykonanie: Psychic Lover (Project.R)
Ending
- "Shirokujimuchū Shinkenger" (jap. 四六時夢中シンケンジャー Shirokujimuchū Shinkenjā) (1–20, 29–48)

Słowa: Shōko Fujibayashi
Kompozycja: Hideaki Takatori
Aranżacja: Project.R (Hiroaki Kagoshima)
Wykonanie: Hideaki Takatori (Project.R)
Instrumenty: Zetki (jap. Z旗 Zettoki)
- "Shirokujimuchū Shinkenger ~Ginmakuban~" (jap. 四六時夢中シンケンジャー～銀幕版～ Shirokujimuchū Shinkenjā ~Ginmakuban~) (21–28)

Słowa: Shōko Fujibayashi
Kompozycja: Hideaki Takatori
Aranżacja: Project.R (Hiroaki Kagoshima)
Wykonanie: Tōri Matsuzaka, Hiroki Aiba, Rin Takanashi, Shōgo Suzuki, Suzuka Morita, Keisuke Sōma & Hideaki Takatori